# 知本福靈宮
22°41′42″N 121°01′14″E / 22.695026°N 121.020627°E
知本福靈宮位於臺灣臺東縣卑南鄉知本溫泉區旁，是一間主祀土地公福德正神的道教廟宇。福靈宮是知本溫泉區除佛教的清覺寺以外較知名的宗教信仰中心，該廟在知本地區盛傳許多的傳奇故事，其信徒遍及全臺灣，並且從福靈宮分靈出的土地公高達60多處。農曆2月2日的土地公誕辰，是一年之中福靈宮最盛大的祀典。

## 沿革
知本福靈宮所祭祀的土地公最初僅是1971年9月時，兩名在知本溪床上耕作的農民農朝平、潘明貴在溪床上，立石後奉為土地公。
後來隔年3月，來到知本溫泉遊玩的6名新加坡華僑起先僅是路過尚在現今金聯酒店員工宿舍旁的土地公立石處時，向土地公祭拜，以求旅程一路平安。當這群遊客回到新加坡後，6人均同時夢見一名白鬚老者託夢給他們，希望請他們協助資助興建廟宇。6人後來認為，應是來訪臺灣時，在知本溫泉所祭拜的土地公託夢給他們。
因此6位新加坡華僑再次來到臺灣，並找到時任臺東縣縣長的黃鏡峰與時任溫泉村村長的林復興。6人共同捐款新臺幣20萬元，然後委請溫泉村村民廖硬財、李鳳實、林義進、黃天助、吳欽等人組成委員會以負責廟宇興建事宜，並決定於當初立石處興建廟宇。
土地公廟於1973年中秋節完工，並完成土地公安座，這座土地公廟被命名為福靈宮。當時的福靈宮佔地僅有5、6坪大，廟裡主祀的的土地公神像高2.2尺，並同祀有太子爺、虎爺等神祇。福靈宮因其座落位置，因此時常受到來往知本溫泉的遊客經過時進入祭拜，香火不斷。
1973年10月9日娜拉颱風襲臺，其所降下之豪雨造成臺灣東部地區嚴重水災與土石流災情，也導致知本溪暴漲，大量山洪挾帶泥沙自溪流上游奔瀉而下，而位在知本溪溪床上的福靈宮與附近民宅首當其衝，被大水沖入。
颱風過後隔天大水退去，部分回到家園的災民發現，福靈宮旁的民宅與過河的吊橋百歲橋皆遭沖毀，然而福靈宮的建築本身卻沒有損傷，原本沿著廟宇建築南邊奔流的洪水，竟然先在上游便一分為二，形成洪水從福靈宮兩旁流過而未被沖毀的景象。此一消息迅速傳遍全臺各地，讓許多民眾與信徒從各地聚集而來祭拜求福，在此事件後，也讓福靈宮的香火更盛。
1974年7月初，福靈宮內祭祀的土地公藉著鄰近的受天宮乩童表示：「近日有災禍，我要避居」。因此福靈宮的信徒不敢有違，趕緊先將土地公像暫時避居到受天宮內，結果隔日颱風來襲時，福靈宮的建築便被土石流沖毀淹沒，僅剩下部分屋頂上可看見，後來在1976年以及1977年接連的幾次颱風，又再次將埋在福靈宮上的土石沖走，讓福靈宮重現於地表上，因此1978年8月12日，原福靈宮建築經整修過後，土地公再次回到原址祭祀。
1981年2月，福靈宮的住持劉主任連續5天晚上都受到來自土地公托夢，要求遷建廟宇來避開災禍，信徒們懷疑之下，仍合資在同年5月選定今福靈宮的現址另建新廟。1982年9月新福靈宮完成主體建築工程，後續信徒按照當初託夢之指定期限，將土地公神像遷入新廟安座。
遷入新廟一星期後，颱風來襲，原本在知本溪溪床上的舊福靈宮建築，終究抵擋不住暴漲的洪水，建築塌陷後被完全沖走。之後在1991年3月，旅日僑胞李貴美向福靈宮巨額捐款，使新廟的所有工程中能完工，同年中秋節再舉行新廟的落成典禮。

## 建築特色
搬遷新址後的福靈宮建築形式為單殿重簷歇山式建築，其中一樓為香客房，並設有18間雅房，一間房間可居住4到5人，由於廟宇坐落在知本溫泉區中，因此除了前來廟宇朝聖的香客之外，也提供給部分來知本溫泉旅遊的遊客居住。
福靈宮的二樓為主殿，主祀土地公神像，並同時祭祀有太子爺與虎爺等。　

## 重要祭典
農曆2月2日的土地公誕辰是福靈宮一年之中最盛大的祭典，這時臺灣各地的信徒皆會來到福靈宮參拜，而在地前來參拜的信徒大多是在1950年代至1960年代之間，自臺灣西部雲林與彰化地區移居而來的墾民。
農曆元月11日時，自福靈宮分靈出去的廟宇，如基隆市八斗子與新北市林口區等地的分廟皆會在此時返廟謁祖。

## 資料來源
1. 1 2 3 4 5  . 臺東縣政府.   [2017-02-13] （中文（臺灣））.[永久]
2. 1 2 3 4 5 6 7 8 9 10 11  . 教育大市集.   [2017-02-13]. （原始内容存档于2019-05-20） （中文（臺灣））.
3. 1 2 3 4  謝旻均、劉庭婷、黃雅楨、彭馳惠. . 文化部. 2015-12-15  [2017-02-13]. （原始内容存档于2020-11-23） （中文（臺灣））.
4. ↑  . 卑南旅遊網.   [2017-02-13]. （原始内容存档于2020-11-23） （中文（臺灣））.